# Mont-ral
Mont-ral település Spanyolországban, Tarragona tartományban. Mont-ral Montblanc, La Riba, Alcover, L'Albiol, Vilaplana, Capafonts és Prades, Tarragona községekkel határos. Lakosainak száma 184 fő (2024).

## Népesség
A település népessége az elmúlt években az alábbi módon változott:
| Lakosok száma | 250  | 925  | 413  | 210  | 175  | 177  | 171  | 165  | 162  | 184  |
|               | 1717 | 1887 | 1936 | 1960 | 1986 | 2004 | 2009 | 2014 | 2019 | 2024 |